# FIM-92 Stinger
Pour les articles homonymes, voir FIM.
Le FIM-92 Stinger est un lance-missile sol-air américain à courte portée utilisé pour atteindre les hélicoptères ou les avions de combat à basse altitude. Il est du type « tire et oublie ».

## Historique
Le lance-missile sol-air portable Stinger, officiellement connu sous le nom de FIM-92A, a été mis au point pour l'US Army et l'US Marine Corps par le département Pomona de la General Dynamics, qui avait déjà fabriqué le FIM-43 Redeye. Ce département fut absorbé par Raytheon Electronic Systems en 1992 qui en assure depuis la fabrication dans son usine de Tucson en Arizona.
Il s'en distingue par de plus grandes possibilités opérationnelles (il peut en particulier détruire un avion qui vole vers le tireur), une meilleure portée et une maniabilité plus grande. Il est doté d'un système d'identification de cible et est moins sensible aux contre-mesures ennemies.
Sa première mise en service a eu lieu en 1981 au sein des forces américaines d'Allemagne de l'Ouest. La 82e division aéroportée américaine basée aux États-Unis en a été dotée en 1982. Le Japon a passé commande, et EADS le construit sous licence en Allemagne.
La première utilisation au combat a lieu durant la guerre des Malouines en 1982 où le Special Air Service qui reçut secrètement 6 exemplaires l'utilisa pour abattre deux aéronefs argentins.
Cette arme est bien connue du grand public en raison de sa diffusion à partir de septembre 1986 aux moudjahiddines pour combattre les troupes soviétiques qui faisaient un grand usage des hélicoptères et de l'appui feu aérien au cours de la 1re guerre d'Afghanistan.
Si l'opération fut un réel succès qui permit d'inverser le rapport de force de ce conflit, des Stingers se retrouvèrent bientôt disponibles chez les trafiquants d'armes, alimentant ainsi la crainte de les voir tomber entre les mains de terroristes avec l'ambition de les employer contre des appareils civils. En date de 2022, cette menace ne s'est toujours pas concrétisée.
La chaîne de production des Stinger a été fermée en décembre 2020. En juillet 2021, Raytheon a remporté un contrat pour refabriquer des Stinger à l'exportation mais ne peut reprendre la production de masse avant 2023 faute de pièces disponibles.
Début 2022, utilisés dans quatre conflits majeurs, l'arme a plus de 270 interceptions d'aéronefs à voilure fixe ou tournante à son actif.
À partir de février 2022, les États-Unis, qui n'avaient plus acheté cette arme depuis 2005, et plusieurs pays européens annoncent la livraison de missiles Stinger à l'Ukraine pour lutter contre l'invasion russe. Environ 1 400 missiles soit environ le quart du stock des forces américaines y est envoyé.
L'armée américaine attribue le 25 mai 2022 un contrat d'une valeur maximale de 687 millions de dollars afin de reconstituer les stocks envoyés pour un maximum de 1 468 Stingers livrables avant le 30 juin 2026,.

## Mode d'emploi

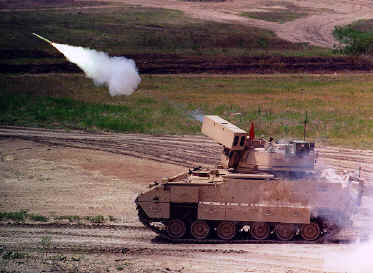
Véhicule antiaérien M6 Linebacker en service de 1996 à 2006 tirant un Stinger.

La mise en œuvre du Stinger se déroule de la manière suivante :
- le tireur repère sa cible visuellement, l'aligne avec le viseur du lanceur et l'interroge à l'aide du système IFF (pour « Identification Friend or Foe », système d'identification ami-ennemi) qu'il porte à la ceinture (le plus petit du monde aux dires du constructeur[réf. nécessaire]) ;
- si l'appareil n'est pas reconnu comme ami (donc potentiellement hostile), l'IFF le signale et le tireur peut tirer le missile ;
- ce dernier atteint son objectif dans plus de 95 % des cas, sans aucune autre intervention humaine (le Stinger est un missile de type tire et oublie ((en) : Fire and Forget), terme signifiant qu'une fois tiré correctement, le missile se dirige vers sa cible de manière autonome) ;
- l'opérateur détache du tube vide la poignée pistolet après que le tireur s'est débarrassé du bloc batterie, l'adapte à un autre lanceur afin d'être prêt pour un nouvel engagement.

## Fonctionnement

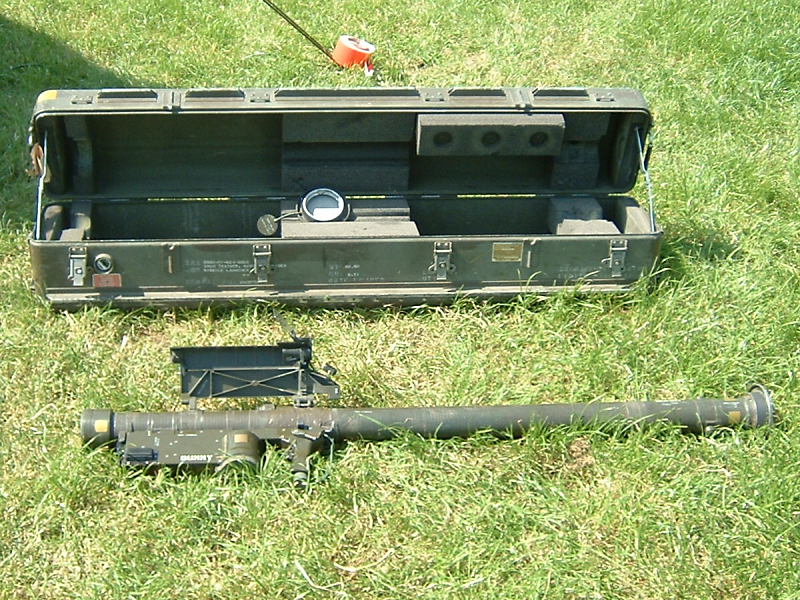
Lanceur et son conteneur.

Le missile est doté d'une tête explosive puissante, d'un système électronique de contrôle et d'un moteur-fusée à deux étages : un éjecteur pour le lancement et un moteur principal qui se met en marche à bonne distance du tireur afin de lui éviter d'être brûlé. Le moteur confère au missile une vitesse de croisière de Mach 2. Le missile, sa crosse de tir, le dispositif d'identification de cible et le système de refroidissement des batteries sont conditionnés dans un conteneur compact en aluminium qui permet de les transporter facilement et sans risque dans un avion, un hélicoptère ou à l'arrière d'un véhicule.
En 2019, les Stinger sont équipés avec une fusée de proximité qui permet de mieux lutter contre les drones.

## Évolution
Une version améliorée du Stinger, le POST (pour Passive Optical Seeker Technique), a été développée. Elle est dotée d'un dispositif permettant de distinguer la cible de son arrière-plan (détection par contraste), particulièrement utile pour intercepter un avion volant à basse altitude et, surtout, pour augmenter la stabilité de l'accrochage à la cible en cas d'utilisation de contre-mesures thermiques.
Outre le modèle sol-air, la General Dynamics a proposé deux dérivés du Stinger destinés à équiper des hélicoptères. Le MLMS (missile léger pour multiples usages) serait utilisé en vol pour la destruction d'hélicoptères ennemis. Dans une première configuration, deux MLMS air-air seraient placés d'un côté de l'appareil et deux missiles antichars de l'autre côté. Mais on pourrait également armer un petit nombre d'hélicoptères de Stinger et leur faire assurer des tâches d'interception.
L'ADSM (missile pour la destruction de défenses antiaériennes), quant à lui, se différencierait du Stinger de base par la présence d'une tête chercheuse de rayonnement électromagnétique qui lui permettrait de repérer et de détruire des radars ennemis, comme ceux du canon antiaérien autotracté de 23 mm ZSU-23-4.
D'autres évolutions du Stinger existent. L'armée allemande dispose d'une version particulière installée sur des véhicules de combats, alors que l'armée suisse y a ajouté un viseur nocturne afin de pouvoir engager le Stinger (version POST) à toute heure.
En 2018, une version capable d'engager également les drones de petite taille est en cours d'essais.

## Variante AIM-92

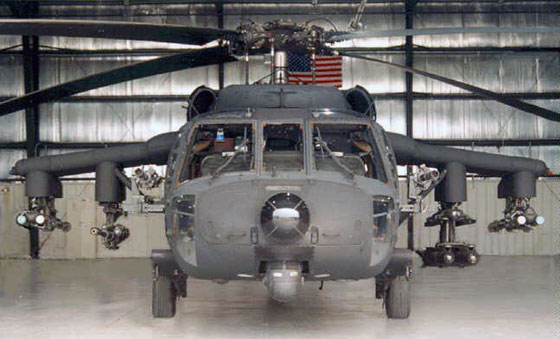
Un MH-60L Black Hawk « Direct Action Penetrator » utilisé exclusivement par le 160th Special Operations Aviation Regiment armé de 2 miniguns M134, d'un total de 4 missiles air-air AIM-92 Stinger, d'un canon automatique chain gun M230 et d'un lanceur M299 avec 2 missiles antichars AGM-114 Hellfire.

L'AIM-92 Stinger (en) est une variante air-air du FIM-92. Elle équipe notamment les hélicoptères AH-64 Apache et Tigre ainsi que des drones, comme le MQ-1 Predator et le MQ-9 Reaper.

## Système de détection
Un des systèmes de détection utilisé pour ce missile est depuis les années 2000 le radar PSTAR-ER.

## Opérateurs
Liste non exhaustive
- Afghanistan
- Allemagne
- Bosnie-Herzégovine
- États-Unis

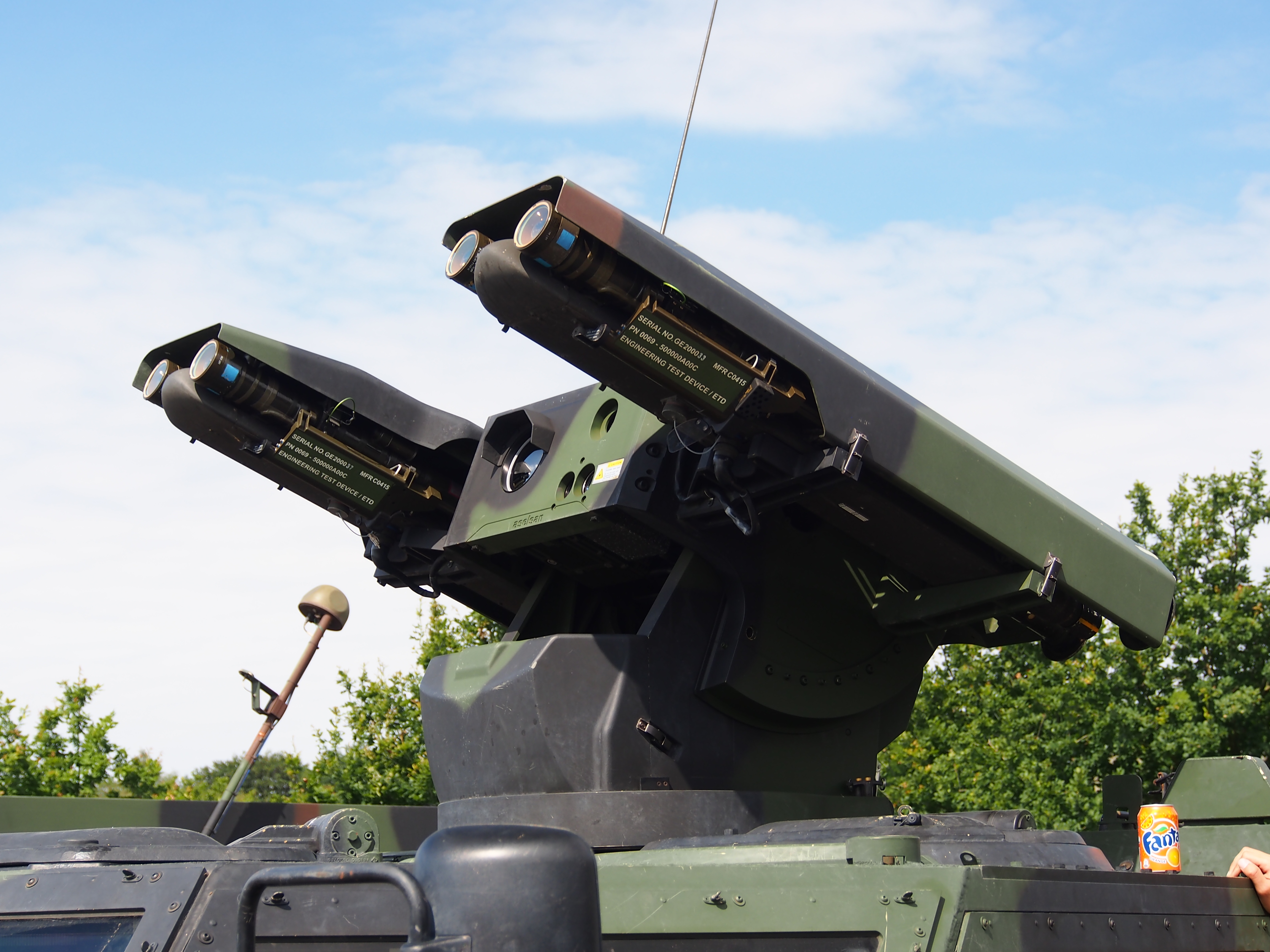
Tourelle de missiles Stinger d'un véhicule Fennek des Forces armées néerlandaises en 2014.

- France : 15 postes de tir et 30 missiles achetés en 1983/1984 pour les opérations au Tchad[10], les 12 premiers postes de tir acquis lors du déclenchement de l'opération Manta[11]. Le 30 août 1987, un est tiré hors de portée par une unité du 11e régiment d'artillerie de marine contre un Iliouchine Il-76 libyen bombardant Faya-Largeau. Il effectue un tir infructueux lors d'un bombardement libyen le 10 septembre 1987[12]. Le 35e régiment d'artillerie parachutiste abat le 7 juillet 1988 dans la même ville un avion de transport C-130 Hercules de nationalité inconnue en tirant 3 missiles dont un fait mouche[13]. 6 postes de tir déployés pour l'Opération Daguet durant la guerre du Golfe de 1991[14].

.
- Israël
- Iran
- Italie
- Lituanie
- Maroc
- Pays-Bas
- Pakistan
- Suisse
- Ukraine (+ de 1 400 livrés durant le premier semestre 2022)
- Taïwan
- Tchad (livraison à partir de début octobre 1987, premières victoires sur des chasseurs libyens le 7 octobre[13],[12]).
- Turquie (Le Stinger sera progressivement remplacé par le Sungur MANPAD développé localement par Roketsan)

## Dans la culture populaire
On retrouve le missile Stinger dans plusieurs jeux vidéo : la série Metal Gear Solid, Call of Duty: Modern Warfare, Call of Duty: Modern Warfare 2 et 3, le mod pour Battlefield 1942 Desert Combat, Battlefield 3, Battlefield 4 et GTA V et aussi les jeux de stratégie Empire Earth, Wargame Red Dragon et Command and Conquer: Generals.
Le cinéma hollywoodien y fait également référence dans certains films, dont Rambo 3, Ennemis rapprochés et Permis de tuer, le seizième James Bond. Dans La chute de Londres, film de 2016, des terroristes tentent d'abattre l'hélicoptère du Président américain au moyen de Stingers.